# Tataupatinamu

Verbreitungsgebiet des Tataupatinamus

Der Tataupatinamu (Crypturellus tataupa), Syn. Tinamus tataupa ist eine Vogelart aus der Familie der Steißhühner (Tinamidae).
Der Vogel kommt im östlichen Drittel Südamerikas vor, aber auch angrenzend in Peru, und Bolivien in trockenen tropischen und subtropischen Regionen.
Der Lebensraum umfasst Unterwuchs feuchter Sekundärwald, Mischwald, auch offenere Flächen mit dichtem Bewuchs, Waldränder von 200–1300 m Höhe.

## Merkmale
Die Art ist 23–27 cm groß und wiegt 169–229 (Männchen) beziehungsweise 189–298 g (Weibchen). Dieser Tinamu ist auf der Oberseite dunkelbraun, die Unterseite heller, grau mit weißer Kehle. Der Schnabel ist vergleichsweise lang und gebogen und erinnert etwas an Rallen. Kopf und Nacken sind schiefergrau, an der Stirn am dunkelsten, an den Kopfseiten etwas heller, an Kinn und Kehle grau. Scheitel und hinterer Nacken können etwas bräunlich tingiert sein, das Grau geht über den Rücken in ein warmes schokoladebraunen über, am hellsten am Bürzel und den Oberschwanzdecken. Die Brust ist bläulich-grau bis grau, an den Seiten blasser mit kräftig geschuppter Zeichnung an den Flanken mit schwarzen Federn mit weißen Rändern, die Unterschwanzdecken sind hell gelbbraun bis weißlich. Die Federn hier tragen ein breites schwärzliches Dreieck mit ein oder zwei schwarzen schmalen Linien begrenzt.
Die Iris ist rötlich-braun bis schwärzlich, der Schnabel rosa bis orangerot, die Spitze ist oft heller. Die Beine sind grau bis purpur- oder rosafarben.
Das Weibchen ist etwas größer, unterscheidet sich ansonsten nicht. Jungvögel sind matter gefärbt und haben kleine schwärzliche Subterminalbinden und weiße Spitzen an den Flügeldecken.
Die Art ähnelt dem Kleinschnabeltinamu (C. parvirostris), der aber etwas größer ist, einen hellroten und längeren Schnabel sowie dunkel-purpurfarbene Beine hat. Ähnlichkeit besteht auch mit dem Goldschnabel-Sumpfhuhn (Mustelirallus erythrops), der ist aber blasser braun und hat einen dickeren zweifarbigen Schnabel.

## Geografische Variation
Es werden folgende Unterarten anerkannt:
- C. t. tataupa (Temminck, 1815)[6], Nominatform, – Ostbolivien, Südbrasilien, Nordargentinien und Paraguay
- C. t. inops (Bangs & Noble, 1918)[7], – Nordwesten Perus (Marañón-Tal), weniger weinrot oben, Unterseite blasser
- C. t. peruvianus (Cory, 1915)[8], – West- und Zentralperu Río Chanchamayo in der Region Junín, etwas dunkler und mehr rotbraun an der Oberseite
- C. t. lepidotus (Swainson, 1837)[9], – Nordostbrasilien, Bahia, Ceará, Piauí, Pernambuco und Maranhão, heller, matter gefärbte Oberseite, hellgrauer Kopf und hellere Unterseite

## Stimme
Der überwiegend morgens zu hörende Gesang wird als Folge schneller, abfallender Triller zum Ende zu schneller werdend oder als Folge von 3–4 kurzen Trillern wie „swtt, sweet switt swutt“ beschrieben oder als längere Folge „prr prr prr prr prr prrrr“, deutlich lauter als der Kleinschnabeltinamu (C. parvirostris). Der Ruf ist ein plötzliches „Brrree, bree-bre-br-b“ und erinnert an eine Trillerpfeife.

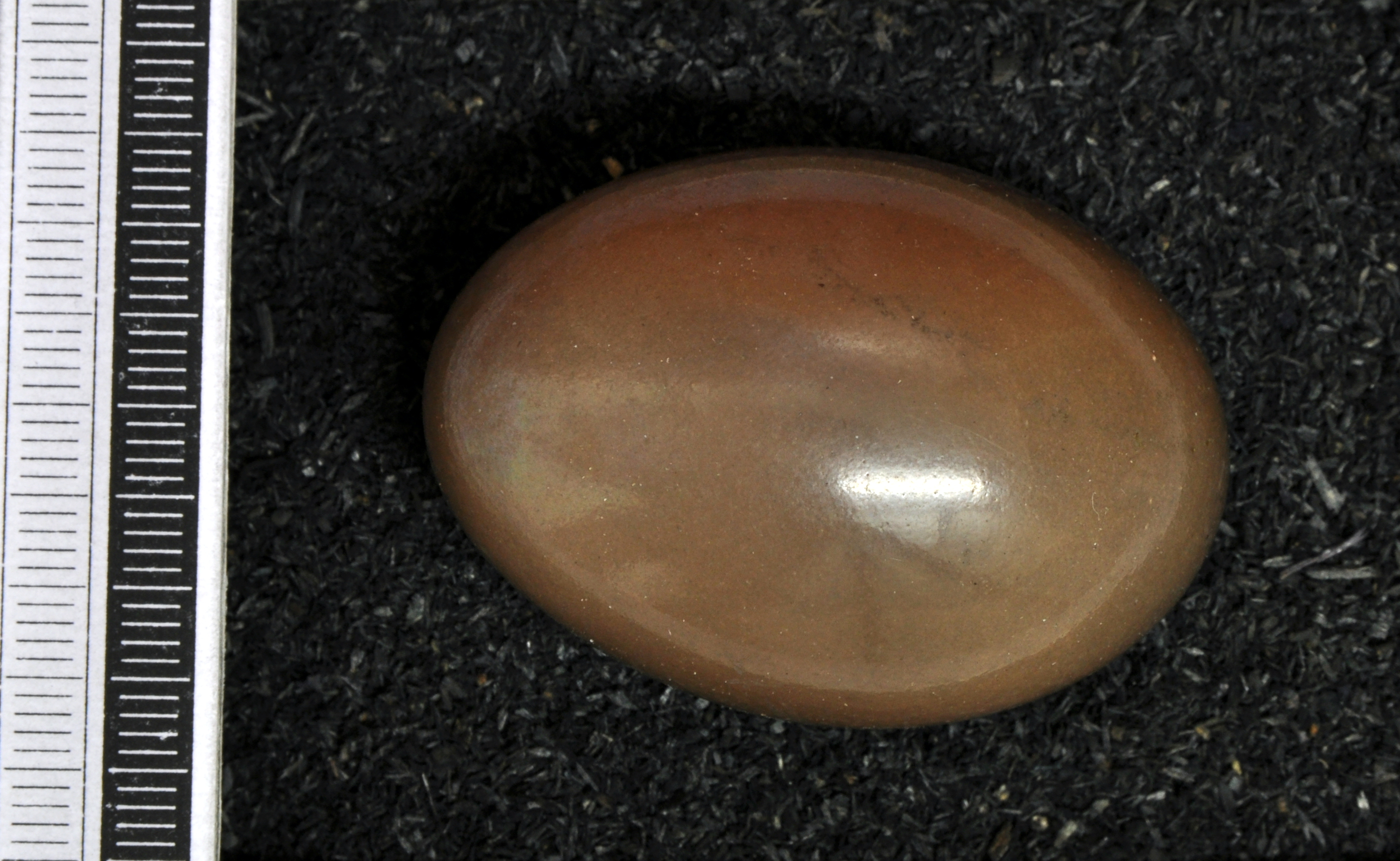
Ei, Sammlung Museum Wiesbaden

## Lebensweise
Die Art ist vermutlich ein Standvogel. Die Nahrung besteht aus Ameisen, kleinen Schnecken, Pflanzensamen und anderem pflanzlichen Material. Gesucht wird meist paarweise auf dem Boden.
Die Brutzeit liegt zwischen Juli und April in Brasilien. Das Nest ist eine flache Mulde auf dem Boden. Das Gelege besteht aus 4–5 oliv-grauen bis blass schokoladebraunen Eiern mit etwas Pink. Gebrütet wird über 19 Tage.

## Etymologie und Forschungsgeschichte
Die Erstbeschreibung des Tataupatinamu erfolgte 1815 durch Coenraad Jacob Temminck unter dem wissenschaftlichen Namen Tinamus tataupa. Als Verbreitungsgebiet gab er Paraguay an, basierend auf Ynambús del tatáupá von Félix de Azara. 1914 führten Wyndham Wentworth Knatchbull-Hugessen, 3. Baron Brabourne und Charles Chubb die neue Gattung Crypturellus ein. Dieser Begriff ist der Diminutiv von Crypturus Illiger, 1811 für Tinamu und leitet sich aus κρυπτός kryptos für versteckt und οὐρά oura für Schwanz ab. Der Artname tataupa stammt vom Guaraní Wort Ihnambú tataupá ab, was in etwa Feuerherrin Tinamou übersetzt werden kann. Das könnte vom roten Schnabel abstammen, der aussieht wie wenn er Feuer schluckt. Azara nannte den Vogel Ynambú tatáupá und vermutete das der Name Herd Tinamou daher abgeleitet werden könnte, da er sich im Dickicht nahe von Landgütern und Bauernhöfen aufhält. Peruvianus bezieht sich auf Peru. Inops hat seinen Ursprung in lateinisch inops, inopis ‚hilflos, schwach, gemein, arm‘, lepidotus in λεπίς, λεπίδος, λεπω lepis, lepidos, lepō, deutsch ‚schuppen, abblättern, abschälen‘. Alfred Laubmann hatte für sein Werk Die Vögel von Paraguay einen Balg, gesammelt von Michael Mathias Kiefer (1902–1980) in Nueva Germania, zur Verfügung. Aus Cambyretá und dem Oberlauf des Río Paraná hatte er zusätzlich von Adolf Neunteufel (1909–1979) zwei relativ neuen Bälge zur Analyse bekommen. In der Literatur fand er viele Nachweise für das Land, so z. B. am Río Pilcomayo durch Hans Hermann Carl Ludwig von Berlepsch, in der Colonia von Pedro Risso durch Tommaso Salvadori, in Sapucai durch Charles Chubb., in Paso Yuvay durch Roberto Dabbene, im Departamento Alto Paraná durch Arnaldo de Winkelried Bertoni und am Río Negro durch Elise Naumburg. Über Unterschiede zum Kleinschnabeltinamu verwies er auf einen Artikel von Hans Krieg (1888–1970) und Eugen Josef Robert Schuhmacher (1906–1973), der diese schön herausarbeitete.

## Gefährdungssituation
Der Bestand gilt als „nicht gefährdet“ (Least Concern).